# Giovanni Maier
Giovanni Maier (* 26. August 1965 in Staranzano) ist ein italienischer Jazzmusiker (Bass, Komposition).

## Leben und Wirken
Maier erwarb 1988 das Diplom am Conservatorio G. Tartini in Triest. Ab 1987 gehörte er zur Transition Jazz Group, mit der er mehrere Alben einspielte. Seit Ende der 1980er Jahre arbeitete er in der italienischen Jazz- und Improvisationsszene, außerdem mit amerikanischen Musikern wie Butch Morris, Roscoe Mitchell, Muhal Richard Abrams, Cecil Taylor, Anthony Braxton, Roswell Rudd, Tristan Honsinger, Tim Berne, Chris Speed, Benny Golson und europäischen Musikern wie Ernst Reijseger, Willem Breuker, Wolter Wierbos, Richard Galliano, Yves Robert und Keith Tippett (Two for Joyce, 2014). 
Des Weiteren spielte Meier in Enrico Ravas Formation Electric Five und späteren Projekten, in Pino Minafras Sud Ensemble, mit Tiziano Tononi, Daniele Cavallanti und im Umberto-Petrin-Trio, gelegentlich auch im Italian Instabile Orchestra. Außerdem arbeitet er mit eigenen Formationen, wie dem Mosaic Orchestra und zahlreichen Duo- und Trio-Projekten, wie mit Roberto Cecchetto, Michele Rabbia, Lauro Rossi, Tino Tracanna, Guido Mazzon, Claudio Lodati, Luca Calabrese, Sebi Tramontana, Roberto Bellatalla und im Triosonic mit Stefano Battaglia und Michele Rabbia (ECM-Album, 2005).
Seit 2009 ist er Dozent am Conservatorio G. Tartini in Triest.

## Diskographische Hinweise
- Claudio Cojaniz / Giovanni Maier / U.T. Ghandi: Hasta Siempre (1993)
- Polaroid (Nota, 1998)
- Exposure: Live Bass Solo (Nota, 2000)
- Mosaic Orchestra, Vol. 1 (Artesuono, 2001, mit Umberto Petrin, Enrico Sartori, Zeno De Rossi, Lauro Rossi, Luca Calabrese, Saverio Tasca)
- The Face of the Bass (Palomar Records, 2003; solo)
- Audiosmog (GMP, 2003) solo
- Giovanni Maier / Lauro Rossi: Incroci Obbligati (Palomar Records, 2004)
- Roberto Bellatalla / Giovanni Maier / Michele Rabbia: Bows' Wind (CAM Jazz 2006)
- Roberto Cecchetto, Giovanni Maier: Blues Connotation (Artesuono, 2007)
- Achille Succi, Giovanni Maier, U.T. Gandhi: Three Lines (Artesuono, 2007)
- Giovanni Maier / Guido Mazzon:  Entropia (Palomar Records, 2009)
- Giovanni Maier, Claudio Lodati: Odes (Palomar Records, 2009)
- Me, Myself & Monk (Palomar Records, 2009; solo)
- Giovanni Maier / Sebi Tramontana Live at Dobialab (Palomar Records, 2011)
- Triosonic: Anything Your Little Heart Says (2014, mit Stefano Battaglia, Michele Rabbia)
- Giovanni Maier, Michele Rabbia: About Us (Palomar Records, 2020)
- Ombak Trio: Through Eons to Now (2020, mit Cene Resnik, Stefano Giust)
- Ombak Trio: Look for the Difference (2021, mit Cene Resnik, Stefano Giust)
- Sergio Armaroli / Francesca Gemmo / Giovanni Maier: Figure(s) a Tre (Dodicilune 2024)